# Хмельницька обласна асоціація футболу
Хмельницька обласна асоціація футболу — обласна громадська спортивна організація, заснована 1997 року. Є колективним членом Української асоціації футболу. 

## Турніри
- Чемпіонат Хмельницької області з футболу
- Кубок Хмельницької області з футболу
- Суперкубок Хмельницької області з футболу

## Професійні клуби
Жирним виділено ті, що мають професійний статус у 2025.
- «Поділля» Хмельницький (Динамо), 1960–2004, 2007–2014, 2016–2022, 2023– (60 сезонів)
- «Поділля» Кам’янець-Подільський, 1968–1970 (3 сезони)
- «Темп» Шепетівка, 1991–1995 (5 сезонів)
- «Адвіс» Хмельницький, 1994–1995 (1 сезон)
- «Ратуша» Кам’янець-Подільський, 1996 (пів сезону)
- «Красилів», 2000–2007 (7 сезонів)
- «Агробізнес» Волочиськ, 2017–2022, 2023– (7 сезонів)
- «Епіцентр» Кам’янець-Подільський (Дунаївці), 2020– (5 сезонів)